# Fyn

Một ngôi nhà trên đảo Fyn

Fyn (phát âm [ˈfyːˀn], tiếng Latinh: Fionia) với diện tích 2.984 km² là hòn đảo lớn thứ ba của Đan Mạch sau đảo Zealand (Sjælland, diện tích 7.031  km²) và Đảo Nørrejysk (đảo Bắc Jutland, tiếng Anh: North Jutlandic Island, diện tích 4.685  km²), và cũng là đảo lớn thứ 163 trên thế giới. Fyn có dân số khoảng 445.000 người.
Thành phố lớn nhất ở Fyn là Odense, quê hương của nhà văn nổi tiếng thế giới Hans Christian Andersen (1805 - 1875). Hòn đảo được nối với đảo Zealand bởi một hệ thống cầu và đường hầm hiện đại là Cầu Storebælt (Cầu Eo biển lớn), nối với bán đảo Jutland bằng 2 Cầu Lillebælt (Cầu Eo biển nhỏ, xây dựng năm 1935 và 1970) và với đảo Langeland bởi cây cầu cổ.
Điểm cao nhất của Fyn là đồi Frøbjerg Bavnehøj cao 131 m.

## Các thành phố xếp theo số dân
- Odense: 152.600
- Svenborg: 27.199
- Nyborg: 16.043
- Middelfart: 13.605
- Fåborg: 7.234
- Assens: 5.965
- Kerteminde: 5.775
- Bogense: 3.499